# Pietro III. Candiano
Pietro III. Candiano, in den zeitnäheren Quellen Petrus Candianus († um 959/960 in Venedig), war nach der traditionellen, staatlich gesteuerten Historiographie der Republik Venedig ihr 21. Doge. Er regierte von 942 bis 959. Unter ihm wurde 944 zum zweiten Mal in der venezianische Geschichte das Mittel der Handelsblockade eingesetzt, um politische Ziele durchzusetzen, aber auch zwei groß angelegte Flottenoperationen, um der slawischen Piraterie in der Adria Herr zu werden. Die zersplitterten Machtverhältnisse in Oberitalien konnte Venedig gleichfalls zu Gunsten seiner wirtschaftlichen Entwicklung ausnutzen und seine dort seit Karl dem Großen bestehenden Privilegien bestätigen lassen. 
Sein Sohn und Mitdoge Petrus (IV.) versuchte den alten Dogen zu stürzen, doch wurde er verbannt. Er fand Unterstützung bei König Berengar II. von Italien und kaperte mit der Hilfe von Ravenna venezianische Schiffe. Schließlich wurde er, obwohl die Gemeinde nach seiner Verbannung geschworen hatte, ihn niemals als Dogen zu akzeptieren, nach dem Tod des Vaters in dieses lebenslange Amt gewählt.

## Familie
Petrus war Spross der mächtigen Candiano-Familie, die die Reihe der Particiaco-Dogen letztlich mit ihm ablöste. Ebenso wie diese arbeiteten die Candiano auf die Einrichtung einer Erbmonarchie hin.
Petrus, auch Pietro oder venezianisch Piero, war der Sohn des vormaligen Dogen Petrus II. (reg. 931/932–939) und Enkel Petrus’ I. Candianus (reg. 887). Als seine Ehefrau wird eine Richilde genannt, von der ansonsten wenig überliefert ist. Petrus III. hatte vier oder fünf Söhne, von denen der älteste, ebenfalls Petrus genannt, zunächst Mitdoge und 959 sein Nachfolger im Dogenamt wurde. Neben seinem Sohn und Nachfolger sind weitere Söhne bekannt, nämlich Dominicus, Bischof von Torcello, dann Stephanus, schließlich Vitale genannt Ugo, bzw. Hugo. Einen fünften Sohn nennt die Chronik des Andrea Dandolo aus dem 14. Jahrhundert, nämlich einen weiteren Vitale, der nur kurz, nämlich als Nachfolger Pietro Orseolos, vom 1. September 978 bis Oktober 979 Doge war.
Wie es seit geraumer Zeit Usus war, wurde Petrus III. als Sohn des amtierenden Dogen, seines Vaters, zunächst nach Konstantinopel geschickt. Dies hing damit zusammen, dass theoretisch die Lagune von Venedig immer noch Bestandteil des Byzantinischen Reiches war. Wie üblich wurde er reichhaltig beschenkt und kehrte dementsprechend „cum maximis donis“ zurück. Allerdings wird bezweifelt, dass er, was ansonsten gleichfalls längst üblich geworden war, den hohen Hoftitel eines Protospatharios erhalten hat, wie es der Chronist Johannes Diaconus behauptet. Dagegen spricht eine sogenannte carta promissionis des Patriarchen von Aquileia, Lupus, vom 13. März 944, in der dieser Titel nicht erscheint. Auch ist nicht klar, ob er zum Mitdogen erhoben wurde.

## Das Dogenamt

### Wahl, externe Konflikte
Petrus III. wurde um 942 von der Volksversammlung zum Dogen gewählt, womit er seinen Particiaco-Vorgänger ablöste. Die vorhergehende Kette von Wechseln des Dogenamtes zwischen diesen beiden Familien weist auf ein Machtgleichgewicht hin, weniger auf politisch unterschiedliche Ausrichtungen. Eines der Hauptmittel nach innen war traditionell die Familienpolitik. 
Der Handel war inzwischen für Venedig von so zentraler Bedeutung, dass die Hauptaufgabe des Dogen darin bestehen musste, die Handelswege, allen voran die Adria, frei von Hindernissen zu halten. Daneben wurden jedoch die Verhältnisse in Italien immer wichtiger. Extern waren militärische, vor allem marine Stärke ebenso wichtig, wie das für Venedig noch sehr junge, vor kaum einem Jahrzehnt erstmals angewandte Mittel der Handelsblockade. 944 verhängte der Doge zur Unterstützung des Patriarchen von Grado eine Seeblockade – die zweite der venezianischen Geschichte nach der von 933/34 – gegen dessen Konkurrenten, den Patriarchen von Aquileia.

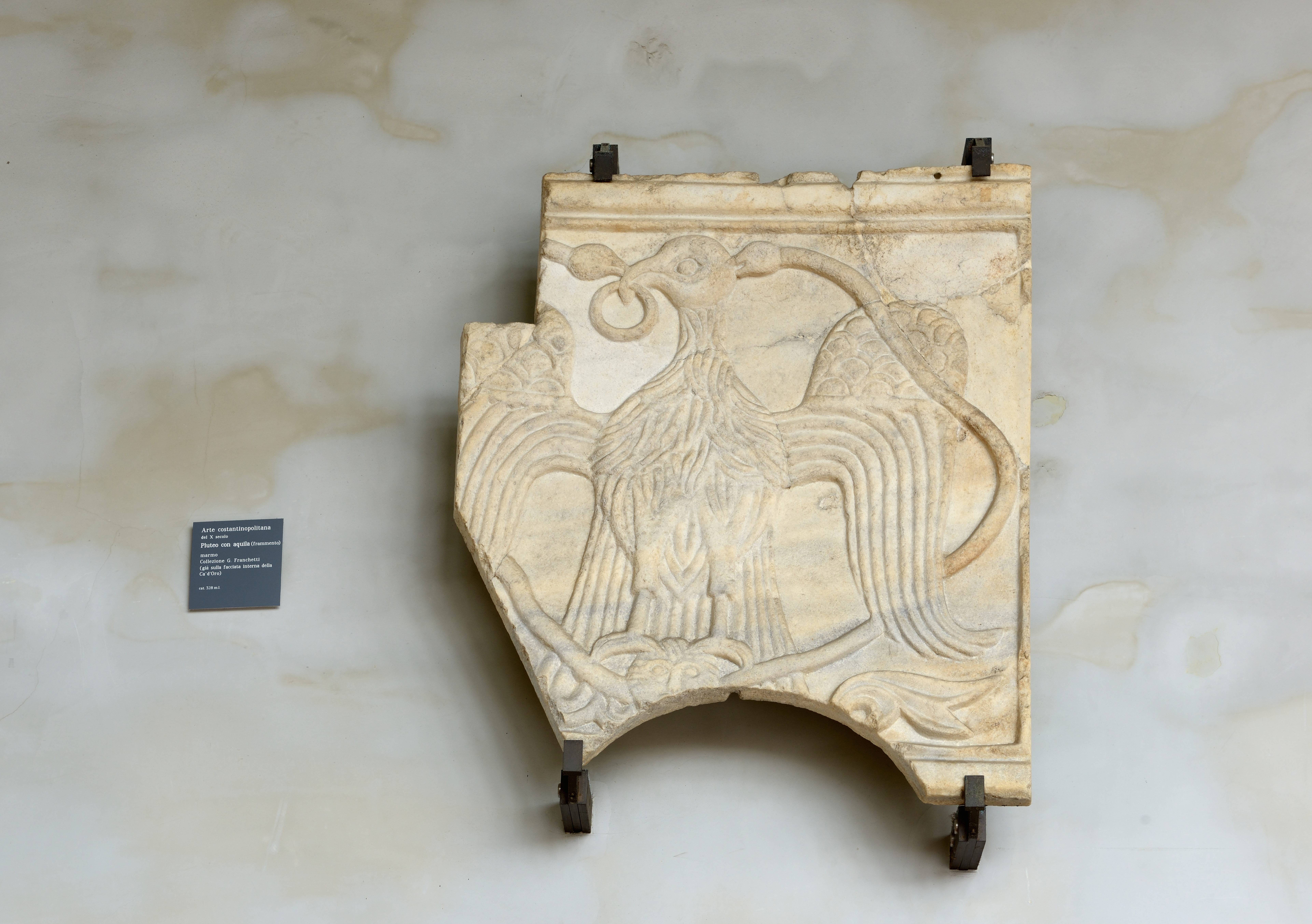
Byzantinischer Pluteus mit Adler aus dem 10. Jahrhundert, Fragment eines Balkons, das einst an der Fassade der Ca’ d’Oro hing, Galleria Franchetti

Doch auch im Verhältnis zu Konstantinopel kam es zu deutlichen Veränderungen. Die traditionelle Reise dorthin, die nach seiner Wahl hätte stattfinden sollen, blieb aus. Sie wurde erst unter Tribuno Memmo (979–992) wiederaufgenommen. Ob dies seine Ursache eher in einer Hinwendung zu Italien, und damit zum römisch-deutschen Reich hatte, oder in einer bewussten Abwendung von Byzanz, wird seit langem diskutiert. Immerhin blieben die Dogen bis Pietro Orseolo (II.) (998–1007) ohne die üblichen byzantinischen Hoftitel.

### Patriarchate von Aquileia und von Grado
Ähnlich wie sein Vater gegenüber dem Markgrafen „Winthero“ eine erste (bekannte) Handelsblockade gegen Istrien und das Friaul durchgeführt hatte, so tat dies Petrus III. gegen den Patriarchen von Aquileia. Dort, wo bereits kirchenorganisatorische Konflikte bestanden hatten, dominierten bald wirtschaftliche Motive. Dabei war von Bedeutung, dass das venezianische Grado den Zugang zum Hinterland über den Natissa kontrollierte, der jedoch vom Patriarchen beherrscht wurde. Schon früher war es hier zu Konflikten gekommen. So war am 13. Januar 880 eine solche Auseinandersetzung zwischen dem Dogen Ursus und dem Patriarchen Walpertus durch eine vertragliche Abmachung beendet worden. Ein weiterer Konfliktherd war die Nutzung der Wälder im Friaul durch die Gradenser, die schon zu Zeiten Lothars I. geregelt worden war. Es kam zur „magna discordia“ zwischen dem Patriarchen und dem Dogen in den ersten Jahren der Regierung des letzteren, als Bewaffnete des Patriarchen in Grado einen Streit provozierten. Ähnlich wie auf Istrien trat auch diesmal wieder Marinus, der Patriarch von Grado als Vermittler auf. Er brachte den Dogen dazu, „pacem et… amicitiam“ wiederherzustellen, nachdem Gesandte des Lupus dies nicht erreicht hatten. Mit der promissionis carta vom 13. März 944 erkannte der Patriarch von Aquileia, sein gesamter Klerus und sein „Volk“ alle Stipulationen an, die das Verhältnis zwischen Königreich und Dukat regelten, besonders aber, keinerlei Gewaltakte auf dem Gebiet des Dukats mehr zu verüben, sondern im Gegenteil Gewaltakte anderer dem Dogen mitzuteilen. Damit war der Handel im Norden bis nach Bayern gesichert.

### Narentanerkriege, König Berengar II.

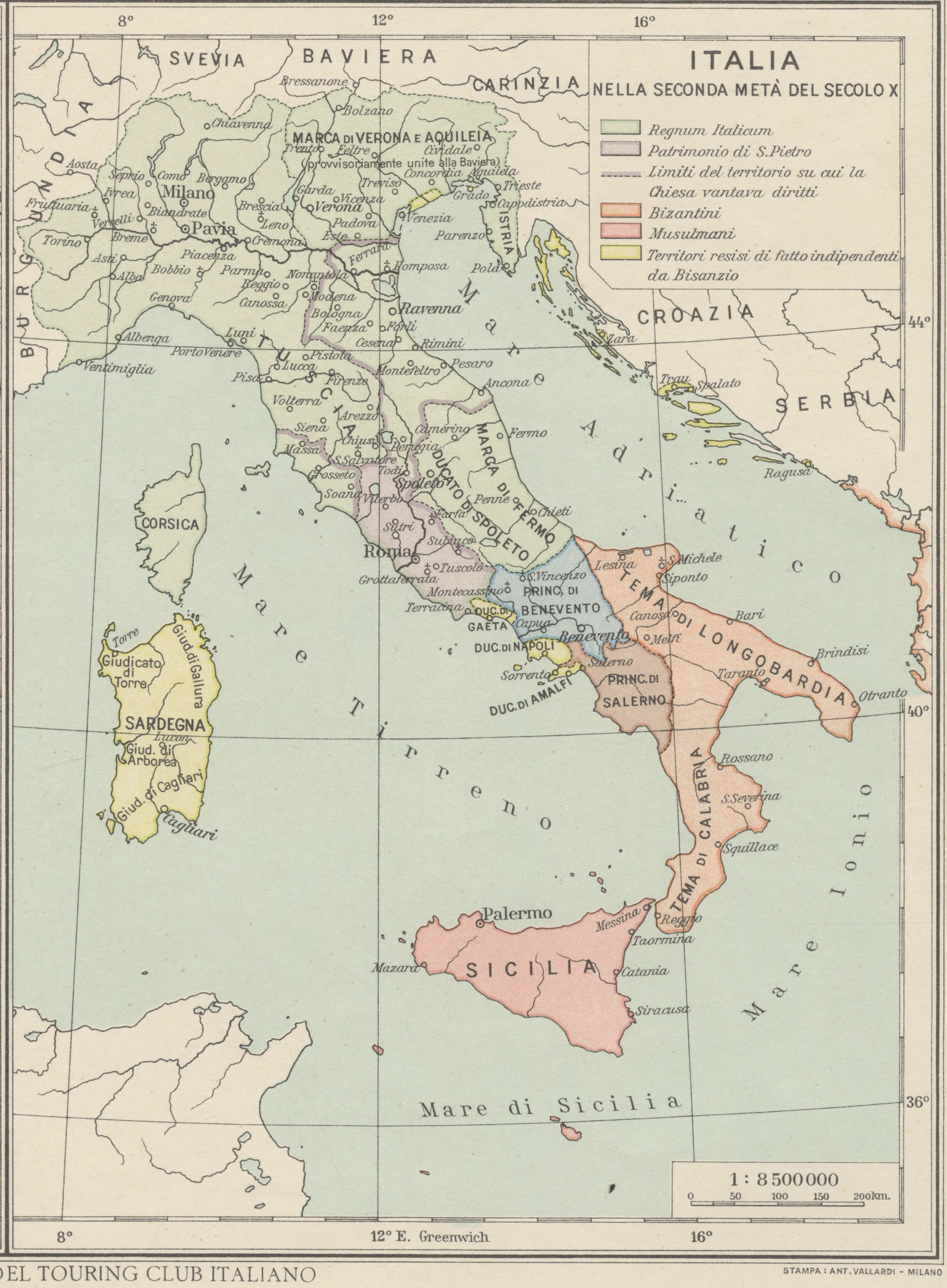
Italien in der 2. Hälfte des 10. Jahrhunderts

Noch komplizierter waren die Verhältnisse an der Adria, denn ein weiterer, sehr alter Unruheherd waren die dortigen Piraten, insbesondere die Narentaner. Ihre Angriffe hatten nach dem Zusammenbruch des benachbarten Kroatien wieder zugenommen. Nach Johannes Diaconus fuhren 33 Schiffe Richtung Neretva, zu jenem Fluss, nach dem die dortigen Seefahrer ihren Namen „Narentaner“ erhalten hatten. Diese Militäraktion des Jahres 948 diente wohl dazu, die dortigen Bewohner soweit einzuschüchtern, dass sie die Verträge, die die Sicherheit der Seefahrt in der Adria garantierten, anerkannten. Mittels einer zweiten Flottenexpedition – die erste verlief ohne Ergebnis – setzte Venedig seine Ziele vorläufig durch.
951 erhielt der Doge, wie auch schon seine Vorgänger, von König Berengar II. (König von 950 bis 961) eine Reihe von Handelsprivilegien, die sogar noch ausgeweitet wurden. Der Text ist nicht überliefert, was Zweifel am tatsächlichen Abschluss eines solchen Vertrages nährte, aber auch Spekulationen über deren Inhalt.

### Dynastiepläne (?), zunehmender Einfluss der beiden Kaiserreiche, Rebellion des Sohnes
Unklar ist, warum Petrus III. die seit dem späten 9. Jahrhundert aufgegebene Sitte wieder aufnahm, einen Sohn zum Mitdogen zu erheben. Wann dies geschah, und ob hier ein dynastischer Gedanke im Vordergrund stand, ist umstritten. Nachweisbar ist dies erst 958, als der Doge „una cum“ Petrus „itemque duce filo meo“, einige Salinen des Dogenpalastes vergabte.
Die Ernennung des Sohnes Dominicus (Domenico) zum Bischof von Torcello dürfte Teil eines Beziehungsgeflechts gewesen sein, das bis auf das italienische Festland gereicht haben muss, und das für Venedig mit seiner Indienstnahme kirchlicher Einrichtungen typisch war. Von Gräfin Anna, der Witwe des Grafen Wido, Sohn des Grafen Bertald von Reggio Emilia erwarb der Doge im März 944 Güter in Conche und Fogolana auf dem Gebiet Paduas, hart an der Grenze zum venezianischen Chioggia, jedoch bereits jenseits der Grenze. Der Name der Ehefrau des Dogen, Richilde, über die man ansonsten fast nichts weiß, deutet auf eine Herkunft aus dem Reich hin.
Pietros Sohn intrigierte gegen den Vater und arbeitete darauf hin, die alleinige Herrschaft in Venedig an sich zu reißen. Dies prägte die letzten Regierungsjahre des Dogen. Ein erster gewaltsamer Versuch scheiterte im Frühjahr-Sommer 959 an der Solidarität der „maior pars populi“, wobei die „misericordia“ des Vaters wiederum die Hinrichtung seines Sohnes, die die besagte ‚Mehrheit des Volkes‘ verlangte, verhinderte. Die Verbannung ließ sich jedoch nicht abwenden. Kleriker wie Laien sowie das gesamte Volk versuchten nun zu verhindern, dass der Rebell zum Dogen aufsteigen würde, sei der Vater nun lebendig oder bereits tot. Dahinter dürften neben familiären, möglicherweise an den unterschiedlichen Charakteren hängenden Konflikten vor allem Politikwechsel gestanden haben, wie Margherita Giuliana Bertolini im Rahmen der überkommenen Deutung annimmt. Diese massiven Veränderungen gingen vom Königreich Italien aus, das bis dahin von starker Machtzersplitterung und unausgesetzten Kämpfen gekennzeichnet war. Grundbesitz und politische Interessen drohten in den Augen der Mehrheit der Venezianer die Stadt zu tief in die dortigen Konflikte zu ziehen, statt sich auf den so erfolgreichen Überseehandel zu konzentrieren. Dies wiederum hing wohl damit zusammen, dass sowohl Byzanz, als auch das Römisch-deutsche Reich wieder stärkeren Einfluss in Italien gewannen. Letzteres hatte sich spätestens unter König Otto I. durch dessen Ehe mit Adelheid, der geflohenen Königin von Italien, eine Legitimation für das Ausgreifen nach Italien verschafft. Otto ließ seinen Schwiegersohn Konrad den Roten in Italien zurück, der Berengar 952 überzeugte, als Vasall seines Königs zum Augsburger Reichstag zu kommen. Darauf erhielten er und sein Sohn das Königreich Italien, mussten aber die Markgrafschaft Verona und das Herzogtum Friaul an das Herzogtum Bayern als königliches Lehen abtreten. Die Verbannung seines Sohnes überlebte Petrus III. nur um zweieinhalb Monate. Er starb demnach im Sommer oder Herbst 959. Der Ort seiner Bestattung ist nicht bekannt. Insgesamt zeigen die Reaktionen auf die Rebellion, dass es zu dieser Zeit, bei entsprechender Eignung, schon beinahe selbstverständlich gewesen wäre, dass der Sohn dem Vater im Dogenamt folgt.

## Rezeption

### Bis gegen Ende der Republik Venedig
Für das Venedig des 14. Jahrhunderts war die Deutung, die man der Herrschaft der Candiano und besonders Pietros III. gab, von höchster symbolischer Bedeutung. Das Augenmerk der Chronik des Dogen Andrea Dandolo repräsentiert in vollendeter Form die Auffassungen der zu seiner Zeit längst fest etablierten politischen Führungsgremien, die vor allem seit diesem Dogen die Geschichtsschreibung steuerten. Sein Werk wurde von späteren Chronisten und Historikern immer wieder als Vorlage benutzt. Dabei standen die Fragen nach der politischen Unabhängigkeit zwischen den sich erholenden Kaiserreichen, des militärischen Eingreifens in einer als chaotisch gedeuteten Epoche, dann des Rechts aus eigener Wurzel, mithin der Herleitung und Legitimation ihres territorialen und Seeherrschafts-Anspruches, stets im Mittelpunkt. Denn Venedig war in dieser Zeit gezwungen, ausgesprochen eigenständig in einer politisch wieder machtvoll auftretenden Umgebung zu agieren, da sowohl das Römisch-deutsche Reich, als auch Byzanz ihre Rechte und Interessen in Italien mit zunehmender Intensität wieder anmeldeten. Dabei spielte die Heraushebung der Rolle der Candiano-Familie, die Venedig einen starken Expansionsschub verlieh, eine wesentliche Rolle. Hinzu kam, dass sie zu denjenigen Familien zählte, die ihren Anspruch auf eine Art Erbmonarchie am weitesten vorantrieb, eine Art der Herrschaft, die zur Zeit Andrea Dandolos in keiner Weise mit den Interessen der Mitte des 14. Jahrhunderts herrschenden Familien, vor allem aber nicht mehr mit dem Stand der Verfassungsentwicklung in Übereinstimmung zu bringen war. Dabei war der Ausgleich zwischen den ehrgeizigen und dominierenden Familien eines der wichtigsten Ziele, die Entmachtung des Dogen, dem man gern Repräsentationsaufgaben zuwies, aber keine eigenständigen Entscheidungen, ein weiteres, dessen Verwirklichung zu Dandolos Zeiten vergleichsweise weit vorangeschritten war.

Italien und der Adriaraum um 1000

Die älteste volkssprachliche Chronik, die Cronica di Venexia detta di Enrico Dandolo aus dem späten 14. Jahrhundert, stellt die Vorgänge ebenso wie Andrea Dandolo auf einer in dieser Zeit längst geläufigen, von Einzelpersonen, vor allem den Dogen beherrschten Ebene dar. Jedoch bleiben die tatsächlichen Entscheidungsfindungsprozesse eher undeutlich, wenn auch Historiker versuchten, aus feinsten Nuancen Veränderungen abzulesen. Diese Chronik, die über „Piero Candian, çioue Sanudo“, etwas ausführlicher berichtet, stellt schon im ersten Satz eine Identität der Candiano mit den späteren Sanudo fest. Pietro III. schickte nach dieser Chronik „nave XXXIII“, also 33 Schiffe, gegen die Narentaner, eine Flotte die Piero jedoch nicht selbst kommandierte, wie die Dogen dies bisher getan hatten, es sei denn, ihre Söhne (und Mitdogen) hätten dies übernommen. Die Flottenführer („capetanei“) waren demnach Piero Rosello und Orso Badoer. Die Schiffe wurden seinerzeit „gombarie“ genannt. Diese Flotte aus großen Schiffen zwang die Piraten, von der Plünderung von venezianischen Handelsschiffen abzulassen. „Facto tucto el Colfo seguro“, nachdem also ‚der gesamte Golf von ihnen sicher gemacht worden war‘, kehrten sie unter großer Freude nach Venedig zurück. Mit dem ‚Golf‘ war die obere Adria gemeint. Der Doge, so setzt die Chronik fort, habe sich seinen gleichnamigen Sohn zum Mitdogen erhoben. Doch dieser „desprexiando ogne amagistramento del pare“ – alle Regierungstätigkeit des Vaters verachtend –, „levò in grandissima arogantia“ – erhob sich also in größter Anmaßung –, und versuchte sogar mit Hilfe einer kleinen Gruppe seinen Vater zu töten, der schon in hohem Alter stand. Das Volk wollte den Sohn hinrichten lassen, doch der Vater konnte dies nicht ‚ertragen‘. Schließlich wurde der Sohn auf Lebenszeit verbannt, und er sollte niemals Doge werden dürfen. Doch bald kehrte er in den Golf zurück und kaperte sechs Schiffe, woraufhin der Vater vor Schmerz „et melenconia“ starb.
In Pietro Marcellos Zählung ist „Candiano doge XX.“ Er setzte 1502 in seinem später ins Volgare unter dem Titel  Vite de'prencipi di Vinegia übersetzten Werk den Zeitpunkt des Regierungsantritts im Jahr 941 an. Wegen seiner „insolente natura“ wurde sein Sohn zunächst verjagt. Doch mit den Jahren reifte er und wurde so vom Volk in seine alte Würde zurückgeholt. Die Narentaner entfalteten in dieser Zeit eine so intensive Piraterie, ‚dass der Staat der Venezianer gleichsam belagert erschien‘. Gegen diese Piraterie wurden 33 große Schiffe, die besagten „Gombarie“, die von Orso Badoer und Pietro Orseolo geführt wurden, eingesetzt. Schon auf das Gerücht einer nahenden Flotte verschwanden die Seeräuber und baten um Frieden, der ihnen gewährt wurde, unter der Bedingung, dass sie für alle Schäden aufkamen. In dieser Zeit wurde der Vertrag mit dem Patriarchen von Aquileia erneuert und Candiano nahm seinen Sohn „per compagno“. Doch dieser lehnte den Rat seines Vaters ab, beging Verrat, und beinahe wäre es mitten in der Stadt zwischen den „cittadini“ zum offenen Kampf gekommen. Der Doge selbst hielt sie davon ab. Nach Verbannung und besagtem Eid der Kleriker und des Volkes ging der Dogensohn nach Ravenna, um Guido, den Sohn des Berengario zu treffen. Von letzterem erhielt er sechs Schiffe, kaperte einige venezianische Schiffe am Ufersaum von Ravenna. Daraufhin starb der alte Doge im 10. Jahr seiner Herrschaft vor Schmerz.
Die Chronik des Gian Giacomo Caroldo, die Historie venete dal principio della città fino all’anno 1382, kennt den 21. Dogen als „eccelso Messer Pietro Candiano terzo di questo nome“. Unter ihm, so die Chronik, wurde der Konflikt mit Lupo, dem Patriarchen von Aquileia, beigelegt, wobei Marino, Bischof von Grado, vermittelt hatte. Der Patriarch beeidete die Unverletzlichkeit der Grenzen des venezianischen Dukats, wie es die „patti“, die seit Karl dem Großen abgeschlossenen pacta, zusicherten. Im sechsten Jahr seiner Herrschaft fuhren XXXIIJ gombarie gegen die Narentaner; Flottenführer waren „Orso Badoaro et Pietro Rosolo“. Ein weiteres Unternehmen richtete sich gegen diese „Schiavoni“, doch wurden sie diesmal entwaffnet. Unter Petrus III. wurde Dominico Tradonico zum Bischof von Olivolo gewählt, „prima Capellano di San Marco et Cancelliero del Duce“, also erster Kaplan von San Marco und Kanzler des Dogen. Dieser brachte aus der Provence die Reliquien Johannes des Täufers mit, die in die „Chiesa di San Gioanni Bragola“ verbracht wurden, heute San Zan Degolà. Von den beiden Söhnen des Dogen war einer Dominico, Bischof von Torcello, der andere Pietro. Dieser brachte das Volk dazu, dass er zum Mitdogen erhoben wurde (consorte del Ducato). Den Gehorsam verweigernd lehnte er sich gegen den Vater auf, bis die Anhänger der beiden Dogen auf der „Piazza di Rialto“ in ein Handgemenge gerieten („vennero insieme alle mani“). Die Mehrheit stand auf Seiten des Vaters und wollte den Sohn in Stücke reißen, doch der Vater, voller Mitleid, bat das Volk darum, ihn nicht zu töten. Um wenigstens teilweise der Wut des Volkes nachzugeben, wurde der Sohn aus Venedig verbannt. Klerus und Volk schworen, ihn weder vor noch nach dem Ableben des alten Dogen jemals als Nachfolger zu akzeptieren. Pietro wurde gezwungen, Venedig zu verlassen, doch fand er unter Vermittlung von „Georgio Diacono et di Gregorio Chierico“ mit zwölf Dienern bei „Hunulcone Marchese“, Sohn König Berengars Unterschlupf, wo er in Ehren aufgenommen wurde. Dieser führte ihn am Hof Berengars ein und wollte ihn für den Kampf gegen die Mark Spoleto mitnehmen. Danach wandte er sich, um an Venedig Rache zu nehmen, nach Ravenna, wo er mit sechs Bewaffneten Schiffen sieben venezianische Schiffe auf dem Po di Primaro kaperte, die mit Waren beladen auf dem Weg nach Fano waren. Der alte und kranke Doge starb darüber.
In der 1574 erschienenen Chronica das ist Warhaffte eigentliche vnd kurtze Beschreibung, aller Hertzogen zu Venedig Leben des Frankfurter Juristen Heinrich Kellner, die auf Pietro Marcello aufbauend die venezianische Chronistik im deutschen Sprachraum bekannt machte, ist „Candian der Zwantzigste Hertzog“. Dieser war zwar, „umb seins hochmuths willen“ „verjagt“ worden, doch er hatte „mit den jaren sein weiß und sitten auch geändert“, woraufhin er „mit grosser gutwilligkeit deß volcks“ wieder aufgenommen wurde. Zu dieser Zeit „verunruhigten die Narentiner das Meer dermassen mit Rauberey/daß es gleich war/als ob Venedig belägert were.“ Daher wurden 33 „Gombarie“ ähnliche Schiffe gegen sie ausgeschickt, geführt von „Orsus Badoer und Peter Orseolus“. Die Seeräuber ersuchten um eine vertragliche Regelung, doch Venedig verlangte Kompensation der angerichteten Schäden. Auch mit Aquileia kam es zu einer Erneuerung des Friedensschlusses. „In deß nam Candian seinen Son Peter zu einem Gehülffen oder Coadiutorn“, doch verachtete der Sohn den väterlichen Rat und „reitzet etliche böse Buben zu einer Auffruhr oder Aufflauff wider die Statt.“ Dagegen widersetzten sich Doge und „Raht“ „unnd fehlet wenig / daß die Bürger mitten in der Statt einander ein Schlacht gelieffert hetten“. Des Dogen Autorität konnte die Aufrührer jedoch beruhigen, der Sohn wurde „deß Regiments entsetzt und verwiesen“. Volk, Klerus und „die Fürnemesten der Statt“ legten einen „Eydt“ ab, „daß sie zu ewigen zeiten diesen Auffrührer zum Hertzogthumb … nicht wölten kommen lassen.“ Petrus ging zu „Guidone/Berengarii(der die zeit in Lombardia was) Son“, der ihm sechs Schiffe zur Kaperfahrt gegen die Venezianer zur Verfügung stellte. Tatsächlich nahm er venezianische Schiffe „bey dem Fluß umb Ravenna / welches(als man sagt) den Vatter so sehr verdroß / daß er / von ubergrossem schmertzen und Hertzenleidt“ bald danach starb, nachdem er 11 Jahre regiert hatte.

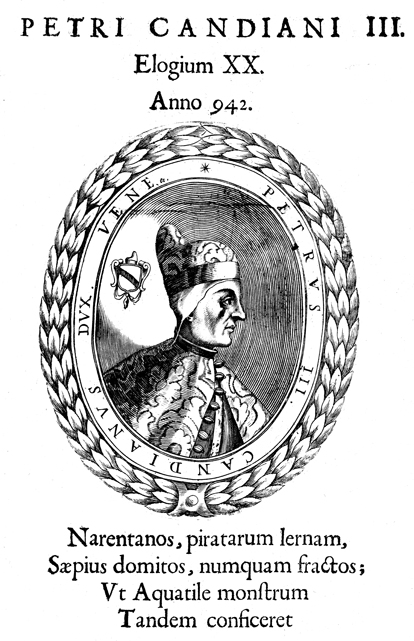
Leone Matina: Phantasieporträt des Dogen in der wohl ersten gedruckten Porträtserie aller bis dahin anerkannten Dogen, dem Ducalis regiae lararium von 1659

In der Übersetzung von Alessandro Maria Vianolis Historia Veneta, die 1686 in Nürnberg unter dem Titel Der Venetianischen Hertzogen Leben / Regierung, und Absterben / Von dem Ersten Paulutio Anafesto an / biss auf den itzt-regierenden Marcum Antonium Justiniani erschien, wird der Doge, im Gegensatz zu Marcello, „Petrus III. Candianus, Der 21. Hertzog“ genannt. Vianoli ist der Ansicht, dass die oberste Pflicht eines Fürsten gegenüber „Land und Unterthanen“ sei, „die allernützlichsten Sachen nemlich zu üben und handzuhaben/ die aber/ so Schaden bringen / unterwegen zu lassen“ (S. 132). Letzteres tat der Doge, indem er sich vornahm, die Narentaner „gäntzlichen auszurotten/ und dem Meer seine Ruhe und völlige Sicherheit wiederum zu weg zu bringen“. Dazu rüstete er 33 Schiffe aus – um „zugleich auch die Gemeine von dem Müßiggang abzuhalten“ –, die die Narentaner angriffen, was „die gantz verzagten Narentiner“ dazu veranlasste „inständig“ um Frieden zu bitten. Im Gegensatz zu dieser recht ausführlichen Schilderung meint der Autor lakonisch: „Um diese Zeit ist ingleichen der Friede mit dem Patriarchen von Aquileja wieder erneuert worden.“ Ausführlicher schildert er wiederum, wie der Doge seinen gleichnamigen Sohn „zu einen Gehülffen“ nahm, „der bey solchen Ehren dermaßen hoffärtig und verwegen worden“, dass er nicht nur die Ratschläge seines Vaters verachtete, sondern auch noch „böse Gesellen“ gegen Vater und Stadt zum Aufruhr „zu hetzen und anzureitzen“ begann. Beinahe wäre es mitten in der Stadt zu einer Schlacht gekommen. Der Doge selbst ließ seinen Sohn verhaften und den Richtern übergeben, um im letzten Moment die Kämpfe zu unterbinden. Er konnte die Richter zur Abmilderung ihres Todesurteils bewegen, doch sein Sohn sollte verbannt werden und niemals Doge werden dürfen. Dies ließ man die ganze Gemeinde öffentlich schwören. Der Sohn ging zu „Graf Guidone von der Marc , welcher zur selben Zeit König der Lombarder / und des Kaysers Berengarii Sohn gewesen“. Dieser stellte ihm Schiffe, mit denen er reiche Kaufmannsschiffe der Venezianer überfiel. Das habe „den Vatter dermaßen geschmertzet / daß er von übergrossen Hertzenleid bald hernach/ als er diese böse Zeitung vernommen/ diesem zeitlichen Leben Abschied gegeben“. Einflussreiche Männer sorgten dennoch dafür, dass kein neuer Doge gewählt, sondern der Sohn zurückberufen wurde.
1687 schrieb Jacob von Sandrart in seinem Werk Kurtze und vermehrte Beschreibung Von Dem Ursprung / Aufnehmen / Gebiete / und Regierung der Weltberühmten Republick Venedig, dass Pietro II. seinen Sohn, den dritten seines Namens „zu einem Neben-Regenten angenommen“. Dieser regierte zunächst übel, wurde mit zunehmendem Alter jedoch „viel sittsamer und verhielt sich gar wohl“. Er wiederum nahm seinen ebenfalls gleichnamigen Sohn „neben sich in die Regierung“, doch „hielt er sich so übel / daß das gantze Volck darüber in Aufruhr gerieth/ also daß dieser Sohn aus der Stadt gejaget ward“. Der Vertriebene, dessen Rückkehr durch einen Eid verhindert werden sollte, verlegte sich aufs „See-Rauben“ und „that den venetianischen Kauffleuten so grossen Schaden/daß sein Vatter vor Betrübnuß darüber starb.“ Doch dieser Tod und der Eid „ward bey dem leichtsinnigen Volck so wenig geachtet […] bloß allein umb seiner Durchläuchtigen Vorfahren willen / welche der Republicq so viel Dienste gethan / wieder zu ihrem (XXI.) Hertzog annahmen.“ Pietro (IV.) wurde also trotz aller Vorkehrungen zurückgerufen, was der Autor mit den Verdiensten der Familie begründet.

### Historisch-kritische Darstellungen
Johann Friedrich LeBret, der ab 1769 seine vierbändige Staatsgeschichte der Republik Venedig publizierte, wusste über die Candiano: „Dieses mächtige Haus brachte große Geister hervor. Sie liebten den Krieg, und ihre ganze Erziehung war kriegerisch.“ Und über Petrus III.: „In der Jugend hieng er der Hitze seines Naturells nach, und verfiel in die solchen Geistern gewöhnlichen Ausschweifungen […] und er überließ sich ohne Rückhalt der Ueppigkeit“. Dies habe sich erst mit der Amtsübernahme geändert: „Der Ehrgeiz brachte bey ihm diejenige Veränderung hervor, welche bey dem Besitze eines Thrones nöthig war.“ Dies hatte in einer Zeit, in der Byzanz es den Venezianern überließ, die Seeräuberei zu bekämpfen, gravierende Folgen. „Die Venetianer, als eine handelnde Nation, waren ihren Streifereyen am meisten ausgesetzt“ und „die Hitze des Dogen fand hier einen Gegenstand, seine Lebhaftigkeit zu zeigen. Weil die Nation befürchten mußte, dieses Geschmeiß selbst in den venetianischen Gewässern zu sehen: so ließ der Doge in Eile drey und dreyßig Galeeren bewaffnen“ (S. 197). Doch dieses erste Unternehmen misslang, und erst vor einer zweiten, ähnlich großen Flotte mussten die Narentaner „in ihren Haupthaven“ zurückfliehen und um Vertragserneuerung bitten. Erst mit dem Zerfall Kroatiens sollte es gelingen, diese „Raubnester auszurotten“. Mit Berengar gelang eine Vertragserneuerung, d. h. die Erneuerung der alten Privilegien, die seit Karl dem Großen immer wieder bestätigt und erweitert worden waren. LeBret deutet an, dass die Flucht Adelheids und der Italienzug König Ottos I. Venedig auf der falschen Seite sehen würde. Doch für den alten Dogen wurde vor allem sein gleichnamiger Sohn und Mitdoge zum Problem, „Quelle eines beißenden Verdrusses für den Vater.“ Die Anhänger von Vater und Sohn „kamen auf dem öffentlichen Platze von Rialto zusammen, um die Sache durch ein Gefecht zu entscheiden.“ Doch die Anhängerschar des Vaters war viel größer, man „ergriff den Sohn, man band ihn, man wollte ihn der Rache und Wuth des erhitzten Pöbels aufopfern.“ Doch der Vater „bath für ihn; und das Volk wurde durch ein so rührendes Beyspiel eines bestürzten Vaters erweichet.“ Es folgte lebenslange Verbannung. Der Verbannte reiste mit einem Priester Gregorius und einem Diaconus Georg nebst zwölf Bedienten nach Ravenna. König Berengar II. bat „den Jüngling“ bei einem Feldzug gegen die Mark Spoleto „mitzumachen“, dann erlaubte ihm der König, „sich an den Venetianern zu rächen“. Im „Haven von Primaro“ kaperte er sieben venezianische Kauffahrer auf dem Weg nach Fano, und „hieb die Mannschaft nieder“. Die Einsetzung dieses Piraten zum Nachfolger des alten Dogen, die trotz entgegengesetzten Eides geschah, veranlasste den Autor zu untersuchen, welche Fehler sich in die venezianische Kirchen- und in die Staatsverfassung eingeschlichen hätten (S. 199–215).

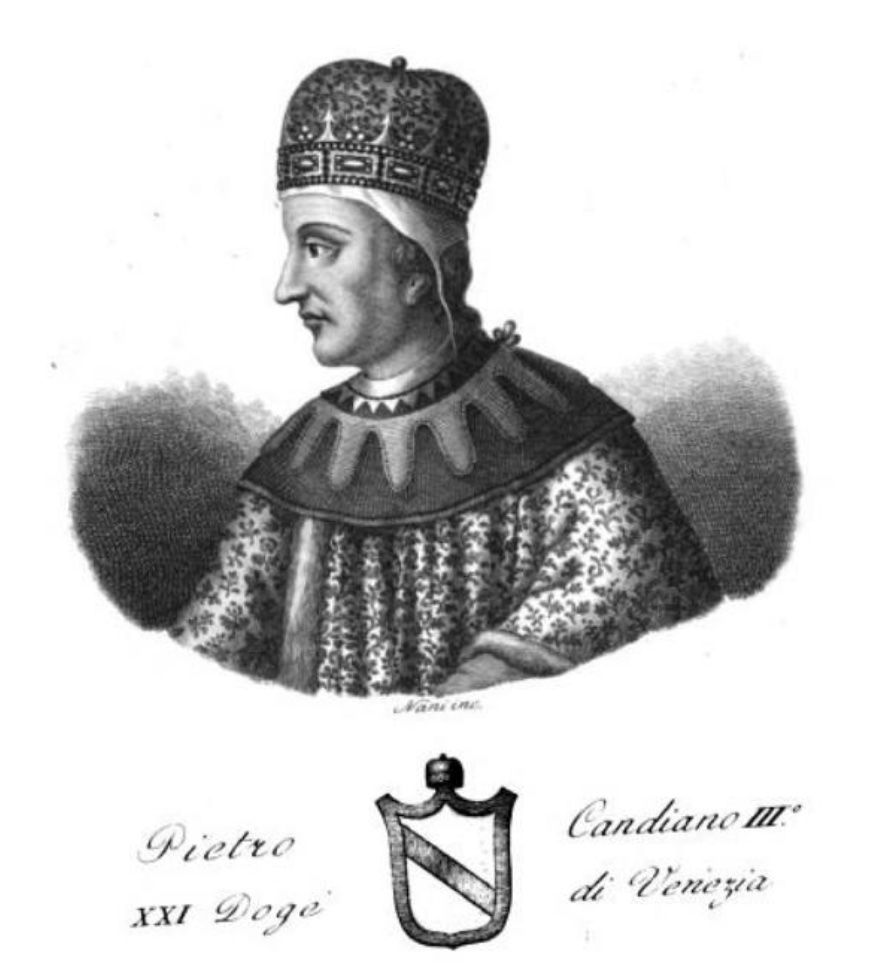
Phantasiedarstellung des Dogen aus den frühen 1830er Jahren, Antonio Nani: Serie dei Dogi di Venezia intagliati in rame da Antonio Nani. Giuntevi alcuni notizie biografiche estese da diversi, Bd. 1, Merlo, Venedig 1840, o. S. (Google Books)

Für den sehr detailreich darstellenden und in den historischen Zusammenhang der benachbarten Herrschaftsgebiete einbettenden Samuele Romanin, der diese Epoche 1853 im ersten der zehn Bände seiner Storia documentata di Venezia darstellte, galt es zuerst die Auseinandersetzung mit Aquileia darzustellen. Ähnlich wie beim Vater gegen den Markgrafen „Wintkero“ kurz zuvor, so genügte eine Handelssperre, um den Patriarchen zum Nachgeben zu zwingen. Mit Datum vom 13. März 944 beeidigte der Besiegte, die Rechte des Bischofs von Grado und diejenigen Venedigs nie wieder zu verletzen. Doch im sechsten Jahr seiner Regierung, sah sich Pietro III. veranlasst, gegen die Narentaner, die den Handel zu sehr störten, vorzugehen. Dabei zitiert Romanin aus einer Handschrift eines gewissen „cronista Marco“, der vom Sieg über den Piraten „Gajolo“ berichtet. Romanin vermutet, dass die Entführung der Verlobten, die sich auf Olivolo, dem heutigen Castello, versammelt hatten, in diesem Zusammenhang stattgefunden habe, dem berühmten „Rapimento delle spose veneziane“, ein Ereignis, das teils der Zeit Pietro II. Candiano, teils derjenigen des Pietro Tradonico zugewiesen wurde. Auch die Festa delle Marie, die bis zum Chioggia-Krieg, also bis 1379 in Erinnerung an dieses Ereignis gefeiert wurde, ist in ihrer Entstehungsgeschichte vollkommen unklar, wie Romanin konstatiert, der sich auf sieben Seiten über den Verlauf der Festa auslässt (S. 234–240). 951 gingen Gesandte des Dogen an den Hof Berengars II., der seit dem 15. Dezember 950 König war, wobei Romanin in einer Fußnote (S. 241, Anm. 3) konzediert, dass das dazugehörige Dokument das Jahr 953 als Datum trage. Jedoch hält er dies für einen Irrtum, denn zu dieser Zeit dominierte bereits König Otto I. Nach seiner Auffassung gelang es den ‚anderen Fürsten‘ nur deshalb, sich in Italien einzumischen, weil dort Zwietracht („intestine discordie“), Parteienneid sowie heimische Streitigkeiten („dissidii“) und Interessen herrschten. Otto kam nach Pavia, heiratete Adelheid und wurde 952 zum König von Italien gekrönt. Doch gelang es Berengar, wieder an die Macht zu kommen, nachdem Otto die Alpen gen Norden überquert hatte. Dieses schlechte Beispiel habe schließlich selbst auf Venedig gewirkt. In knappen Worten umreißt der Autor die ebenso dramatischen Szenen in Venedig, vom Aufstandsversuch des Sohnes bis zu seiner Gefangennahme, Bitten des Vaters und Verbannung. Nach dem Tod des Vaters sah man Dinge ohne Beispiel in Venedig. So wurde der Sohn, trotz des Eides, der die Verbannung auf Lebenszeit vorsah, und der dadurch niemals in sein Amt zurückkehren sollte, zum Dogen erhoben. Durch Gebete, Prozessionen, milde Gaben und den Neubau oder die Restaurierung von Kirchen, versuchte man den göttlichen Zorn zu besänftigen, so der Autor. Dementsprechend wurde ‚San Simeone auf Kosten der Familien Brandossi, Beriosi und Ghise; San Baseggio der Baseggi und Acotanti; Santa Maria Zobenigo auf die der Zobenighi, Barbarighi, Semitecoli usw.‘ er- oder umgebaut. Der alte Doge, durch so viel Unheil verbittert, starb darüber nach 17 Jahren der Herrschaft im Jahr 959.
August Friedrich Gfrörer († 1861) nimmt in seiner, erst elf Jahre nach seinem Tod erschienenen Geschichte Venedigs von seiner Gründung bis zum Jahre 1084 an, dass Byzanz nach wie vor größten Einfluss in der Lagune ausübte, was sich in vielen Einzelheiten widerspiegle. Selbst daraus, dass „weder von Peter Badoario, noch von Peter Candiano III.“ die Söhne nach Konstantinopel geschickt wurden, könne man schlussfolgern, dass das Abhängigkeitsverhältnis sich gelockert hätte, denn beide Dogen seien ja früher „als Gesandte oder Geißeln ihrer Väter“ dort gewesen. Auch dass Dandolo nur von zwei der drei Söhne berichtet (Johannes Diaconus sogar nur von einem), ist für Gfrörer ein stiller Hinweis darauf, dass der dritte Sohn zu dieser Zeit als Gesandter oder Geisel in Konstantinopel weilte. Als weitere Mächte, die die Politik Venedigs nunmehr stark beeinflussten, entdeckt der Verfasser zum einen Berengar II., der versucht, Venedig mit Hilfe des rebellischen Dogensohnes zu erschüttern, zum anderen eine neu innerhalb Venedigs entstandene Partei, die Teilhabe an der Macht verlangt habe. Gfrörer nennt aber zunächst die Urkunde, mit der der Streit zwischen Grado und Aquileia zugunsten Venedigs und Grados entschieden wurde, dann den Krieg mit den Narentanern. Nach ihm wurden 34 Schiffe (nicht 33) unter Orso Badoario und Peter Rusolo ausgeschickt, doch kehrten sie „unverrichteter Dinge“ zurück. Dann folgt die zweite Flotte, gleichfalls nicht unter dem Befehl des Dogen, die Erfolge vorweisen kann. Doch deutet laut Gfrörer die Tatsache, dass erstmals eine Flotte nicht vom Dogen oder wenigstens Mitdogen geführt wurde, daraufhin, dass „ihm die Hände gebunden waren“. Dann kommt er auf die italienischen Einflüsse zu sprechen. „Durch Urkunde vom 7. Mai 948 erneuerte Berengar den alten karolingischen Vertrag von 810“; sie zog eine neue Grenzlinie Venetiens und der König „bewilligte endlich, daß die Veneter hinfort nur den 40. Pfennig (des Werths der Waaren, die sie nach Italien einführten) entrichten sollten“ (S. 252). Dabei deutet Gfrörer dunkel an, dass „eine Macht im Seelande aufgekommen war“, die dafür sorgte, dass höchst eigennützige Abmachungen, wie die Abgabenbefreiung des persönlichen Handels des Dogen, wie sie 883 Giovanni II. Particiaco durchgesetzt hatte, nie wieder vorkommen. Der Tatsache, dass sich „Clerus und Volk“ gegen Petrus (IV.) aussprachen, ihn auf Lebenszeit verbannten, gibt Gfrörer gleichfalls eine andere Deutung. Er vergleicht sie mit ähnlichen Vorgängen in Rom oder mit der Pataria in Mailand. Nach Gfrörer hatte Berengar dem jungen Mitdogen in sein Amt verholfen, aus diesem Grunde auch den für Venedig vorteilhaften Vertrag von 948 geschlossen, und schließlich den verbannten Mitdogen gegen seinen Vater unterstützt: „König Berengar rechnete nämlich, durch die Entzweiung, die er im Schooße des herzoglichen Hauses anstiftete, das reiche und seemächtige Nachbarland zu zerrütten, und dadurch Schritt vor Schritt seiner Hoheit zu unterwerfen“ (S. 255 f.). Für Gfrörer rührte sich zugleich, zunächst als Unterstützer des alten Dogen, eine neue Partei in der Stadt, die Partizipationsrechte verlangte. Nach Johannes Diaconus, so schließt Gfrörer die Zeit Petrus’ III. ab, lebte der Doge nach der Vertreibung des Sohnes „nur noch zwei Monate und vierzehn Tage“; hingegen meldet Andrea Dandolo, er habe noch „nach der Erwählung seines Sohnes“ die genannte Zeitspanne gelebt. Gfrörer vermutet, Dandolo habe Johannes benutzt, und aus dem „ejectio“ ein „electio“ machen wollen, es jedoch dann durch „creatio“ ersetzt, das ihm deutlicher zu sein schien. Nach Gfrörer lebte der alte Doge also noch Anfang 960, more veneto also Ende 959. Er führt den Vorgang auf eine verschollene Dogenliste zurück, die beide Chronisten benutzt haben sollen. Johannes Diaconus änderte den Begriff, Dandolo behielt ihn jedoch bei, womit Gfrörer versucht zu erklären, warum die jüngere Quelle verlässlicher sein soll, als die zeitlich so viel nähere.
Pietro Pinton, der Gfrörers Werk im Archivio Veneto in den Jahresbänden XII bis XVI übersetzte und annotierte, korrigierte dessen Vorstellung von einem zu starken Einfluss von Byzanz. Seine eigene Darstellung erschien erst 1883, gleichfalls im Archivio Veneto. Dabei hält er Gfrörer vor, Romanin offenbar nicht zu kennen, da er das entscheidende Dokument zum Streit mit Aquileia zu knapp und unvollständig darstelle. Dass der Doge die beiden Flotten gegen die Narentaner nicht selbst geführt hat, sei für Gfrörer Anlass, „mysteriöse Hindernisse zu imaginieren, ohne etwas Konkretes zu sagen“. Auch sei gar keine neue Grenze des venezianischen Dukats im Vertrag mit Berengar gezogen worden, wie Gfrörer behauptet, und darüber hinaus wäre Pietro III. als Verbündeter im Kampf gegen die Feudalmächte Oberitaliens ohne jeden Wert gewesen. Zudem wäre die Suche nach einem neuen Verbündeten für Berengar doch erst recht Anlass gewesen, ihm, wie einst Karl der Dicke und Giovanni II. Particiaco im Jahr 883, den persönlichen Handel abgabenfrei zu stellen. Darüber hinaus folgere Gfrörer aus der bloßen Tatsache der späteren Unterstützung für den rebellischen Sohn, dass Berengar schon seit Jahren mit ihm im Bunde gestanden habe. Im Gegenteil wurde der junge Rebell dem König ja erst durch dessen Sohn Wido vorgestellt, wie Johannes Diaconus berichtet („Is autem, qui patria pulsus fuerat …, ad Hwidonem marchionem, Berengarii regis filium, pervenit. Qui cum devote suscipiens, patri Berengario regi presentavit.“). Nur um seine Argumentation zu untermauern, setzt er den Moment der Erhebung zum Mitdogen und den der Verbannung ins Jahr 959, während Pinton, aufgrund der dazwischen liegenden Ereignisse, wie dem Feldzug gegen Spoleto oder die Piratenakte des Dogensohnes, annimmt, dass drei oder vier Jahre zwischen den Ereignissen gelegen haben müssen. Pinton nimmt für die „Vertreibung“ die Zeit um 957 an. Die Frage nach dem Todeszeitpunkt des Vaters, quellenkritisch gesehen, ob die Muratori-Ausgabe einen falschen Begriff übernommen habe – dort sei ein „creationem“ statt „ejectionem“ erschienen –, sei von Henry Simonsfeld bereits beantwortet worden. Doch Gfrörer, der immer wieder darauf beharre, die Sprache der Quellen deuten zu können, habe dies ignoriert, und er habe weitere handwerkliche Fehler gemacht.
1861 hatte Francesco Zanotto, der in seinem Il Palazzo ducale di Venezia der Volksversammlung erheblich mehr Einfluss einräumte, berichtet, dass der Doge durch den Willen des Volkes berufen worden sei. Nach nur einem Jahr musste der neue Doge die Rechte des Bischofs von Grado schützen, denn der Patriarch von Aquileia versuchte, sich Grados zu bemächtigen. Venedig reagierte mit einer Handelssperre, wobei Zanotto die Handelsware Salz besonders hervorhebt. Mit Bezug auf die Chronik des Johannes Diaconus, „la Sagornina“, wie sie zu dieser Zeit noch genannt wurde, fand der Kriegszug gegen die Narentaner im 6. Jahr seiner Herrschaft statt; das Kommando erhielten Orso Badoaro und „Pietro Rusolo od Orseolo“. Nach Zanotto fuhr die Flotte nicht nur bis an die Neretva, sondern bis nach Ragusa. Aus der Tatsache, dass die Flotte ohne Ergebnisse zurückkehrte, während die zweite erfolgreich war, folgert Zanotto, dass die zweite Flotte ‚vielleicht‘ ein erfahreneres Kommando erhalten habe. Vom neuen König Berengar II. erlangte der Doge eine Erneuerung der ‚alten Verträge‘. Im 14. Jahr seiner Herrschaft nahm der Doge seinen Sohn, jedoch ohne Einverständnis der „nazione“, zum „compagno“. ‚Doch das musste er bald bitter bereuen‘. Der Sohn griff bald den Dogenpalast an. Doch das Volk erhob sich gegen ihn, und nur die Bitten des Vaters verhinderten seine Tötung. Dann schildert der Autor das Bündnis mit Berengar und Wido, den Krieg gegen Spoleto und die Piratenakte. Schließlich fügt er die Pest hinzu, die aus der Stadt ‚gleichsam ein Grab gemacht habe‘, und den Schmerz über den Sohn. Beides habe den alten Dogen umgebracht. Ohne Romanins Namen zu nennen, widerspricht er (S. 49, Anm. 4) der Behauptung Romanins, die genannten Kirchen seien unter Pietro III. Candiano entstanden.
Auch Emmanuele Antonio Cicogna nennt im ersten, 1867 erschienenen Band seiner Storia dei Dogi di Venezia zunächst „Pietro Candiano III“ als 21. Dogen, der sogleich eine Handelssperre gegen den aggressiven Patriarchen von Aquileia mit Erfolg verhängt habe. Im achten Jahr seiner Regierung kam Liutprand, Legat König Lothars von Italien beim byzantinischen Kaiser, nach Rialto. Ein venezianisches Schiff brachte ihn nach Konstantinopel. Mit Lothars Nachfolger wurden die alten Verträge erneuert und die Grenzen von Eraclea, Equilio di Caprula, Chioggia und die anderer Städte festgelegt. Venedig musste nur geringe Abgaben leisten. Die Flotte gegen die ‚Slawen und Kroaten‘ bestand bei ihm aus 23 statt 33 Schiffen, fuhr auch bei ihm bis Ragusa, während die zweite, erfolgreiche auch bei ihm möglicherweise ein neues Kommando erhielt. Allerdings war es bei ihm der Wunsch des Dogen, seinen Sohn zum Mitdogen zu machen, wozu das Volk seine Zustimmung gab. Auch bei Cicogna starb der alte Doge vor Kummer über den Weg, den sein Sohn nahm, der venezianische Schiffe kaperte. Das Todesjahr 959 für Pietro III. war bereits etabliert.
Heinrich Kretschmayr konstatiert: „Mit dem Dogate des Petrus Candianus (Pietro Candiano) III. beginnen nahezu vierzig Jahre ununterbrochener Herrschaft des candianischen Hauses.“ Zwar nimmt auch er eine Handelsblockade an, doch die Urkunde vom 13. März 944 gehe „einem ausdrücklichen Einbekenntnis der wirtschaftlichen Schwäche, wie die Istrier es getan, aus dem Wege“. Damit deutet der Autor an, dass auf die Handelsblockade nur deshalb zurückgeschlossen worden ist, weil dieses Mittel gegen Istrien und Friaul schon 933 angewandt worden war, und weil der „Anklang an den Vertrag von 933“ „sinnfällig“ sei. Die „Brautraubsage“ interpretiert der Verfasser als Erinnerung an einen slawischen Überfall, dem ein Jahr später, „946(?)“, ein „versuchter Rachezug“ gegen die Narentaner folgte. Nach dem zweiten, erfolgreichen Versuch kam ein Vertrag unbekannten Inhalts zustande. Vielleicht zahlte Venedig Tribut, in jedem Falle taten dies seine Kolonien in den Städten an der dalmatinischen Küste, über deren Entstehung, wie Kretschmayr feststellt, nichts bekannt ist. „Über die späteren Jahre des Dogen liegt keine Nachricht vor.“ Nur der Streit zwischen Vater und Sohn wird geschildert. Episkopat und Adel fürchteten, so der Autor, den Konflikt mit dem Sohn, „wohl auch beeinflusst durch eine zu jenem hinneigende Partei“, und brachen ihren Eid, den Sohn niemals zum Dogen zu wählen. Stattdessen „wurde [er] feierlich in Ravenna mit 300 Schiffen eingeholt und in das Palatium zurückberufen“ (S. 109).
Für John Julius Norwich in seiner History of Venice von 1977, in der die Candiani über 44 Jahre Venedigs Geschichte ausschließlich dominieren, war es der dritte (Candiano) der „sailed twice against the Narenta pirates who had killed his grandfather and forced them to their knees“. Ansonsten war Norwich nur der Streit mit seinem Sohn berichtenswert. Nach ihm erhob Petrus III. seinen Sohn im Jahr 946, im vierten Jahr seiner Herrschaft, zum Mitdogen. Norwich sieht es für wahrscheinlicher an, dass sich hinter dem Konflikt nicht ein schlechter Charakter, sondern handfeste politische Auseinandersetzungen verbargen. Der Konflikt führte  dazu, dass „open warfare broke out in the streets of the city“. Als Söldner kämpfte der Sohn unter den Bannern des „Guy, Marquis of Ivrea, who in 950 was crowned King of Italy“. Dann wurde er zum Korsaren, „blockading no less than seven of the Republic's galleys at the mouth of the Po.“ „The old doge bore his son's shame as long as he could“, aber der Ausbruch einer „terrible epidemic of plague“, der die Stadt 959 traf „finally broke his spirit“ und er starb.

### Erzählende Quellen
- Luigi Andrea Berto (Hrsg.): Giovanni Diacono, Istoria Veneticorum (=Fonti per la Storia dell’Italia medievale. Storici italiani dal Cinquecento al Millecinquecento ad uso delle scuole, 2), Zanichelli, Bologna 1999 (auf Berto basierende Textedition im Archivio della Latinità Italiana del Medioevo (ALIM) der Universität Siena).
- La cronaca veneziana del diacono Giovanni, in: Giovanni Monticolo (Hrsg.): Cronache veneziane antichissime (= Fonti per la storia d'Italia [Medio Evo], IX), Rom 1890, S. 137 (Digitalisat).
- Ester Pastorello (Hrsg.): Andrea Dandolo, Chronica per extensum descripta aa. 460-1280 d.C., (= Rerum Italicarum Scriptores XII,1), Nicola Zanichelli, Bologna 1938, S. 173 f. (Digitalisat, S. 172 f.)

### Rechtsetzende Quellen, Briefe
- Roberto Cessi (Hrsg.): Documenti relativi alla storia di Venezia anteriori al Mille, 2 Bde., Bd. II, Padua 1942, n. 37, S. 59 f. (Landverkäufe der Gräfin Anna in Conche und Fogolana), n. 38, S. 61 f., n. 40, S. 671 f.
- Roberto Cessi: Pacta Veneta, Bd. II: Dal "Pactum Lotharii" al "Foedus Octonis", in: Le origini del ducato veneziano, Neapel 1951, S. 268, 305.
- Luigi Schiaparelli (Hrsg.): I diplomi italiani di Ugo e Lotario, di Berengario II e di Adalberto, Rom 1924, XXXVIII, S. 378.
- Luigi Lanfranchi (Hrsg.): S. Giovanni Evangelista di Torcello, Venedig 1958, S. 159.
- Luigi Lanfranchi (Hrsg.): S. Giorgio Maggiore, Bd. II: Documenti 982-1159, Venedig 1968, n. 6, S. 35–37, n. 7, S. 37–39, n. II, S. 45–48.
- Andrea Gloria (Hrsg.): Codice diplomatico padovano dal secolo sesto a tutto l'undicesimo, II, 2, Venedig 1877, n. 37, S. 57 f. (Digitalisat)